# Нижние Тальцы
Ни́жние Тальцы́ (бур. Доодо Yшөөhэн) — посёлок в Заиграевском районе Бурятии. Административный центр сельского поселения «Талецкое».

## География
Расположен в непосредственной близости от восточных границ городского округа Улан-Удэ на левобережье реки Уда, в километре от её основного русла, по северной стороне Заиграевского шоссе, части региональной автодороги 03К-010, в 35 км северо-западнее районного центра — пгт Заиграево. По южной окраине посёлка проходит Транссибирская железнодорожная магистраль, на которой расположен остановочный пункт ВСЖД Колхозный.

## Население
| 2002  | 2010  | 2012  | 2013  | 2014  | 2015  | 2016  |
| ----- | ----- | ----- | ----- | ----- | ----- | ----- |
| 1004  | ↗1491 | ↗1574 | ↗1739 | ↗1975 | ↗2338 | ↗2683 |
| 2017  | 2018  | 2019  | 2020  | 2021  | 2023  | 2024  |
| ↗3031 | ↗3135 | ↗3376 | ↗3622 | ↗5092 | ↗5402 | ↗5549 |
| 2025  |       |       |       |       |       |       |
| ↗5722 |       |       |       |       |       |       |

## Инфраструктура
Средняя общеобразовательная школа, детский сад, Дом культуры, почтовое отделение, фельдшерско-акушерский пункт.